# La cuadrada
«La cuadrada» es una canción grabada por los cantautores mexicanos Belinda y Tito Double P, lanzada por Warner Music México como el quinto sencillo del quinto álbum de estudio de la cantante, Indómita (2025).

## Antecedentes
A finales del 2024 se confirmó la noticia de la colaboración de Belinda con Tito Double P, y desde entonces ambos artistas estuvieron compartiendo pistas en sus redes sociales de cómo se escucharía, qué diría y cómo se vería el video oficial.

### Composición
La canción presenta un tono desenfadado y coqueteo entre los protagonistas, con referencias a autos de lujo, tequila y fiestas, mientras mantienen la narrativa de un vínculo peligroso. La composición refuerza la conexión entre los estilos de Belinda y Tito Double P, logrando un balance entre ambos.

## Video musical
El video fue dirigido por La Flakka. Se realizó un video musical y además de un cortometraje de casi ocho minutos para narrar la historia de una pareja de asesinos a sueldo de clase alta quienes reciben la misión de matarse uno al otro por parte de un extraño cliente italiano. El short film, grabado en Puebla, comienza con Belinda disfrutando de un relajante momento bajo el sol cuando Damiano la llama para informarle sobre su siguiente objetivo. Al tiempo, Tito recibe el mismo encargo, pero con los datos de su novia en las instrucciones. Entonces, comienza una batalla con múltiples intentos de homicido fallidos, pero llenos de glamour y lujo. Las imágenes están grabadas con tomas tanto a color y blanco y negro, que cambian de velocidad, tono y ambiente dependiendo de la situación en la que se encuentren los personajes, además las actuaciones hiperbólicas dan un toque cómico a la situación.

## Formatos
| Descarga digital |               |          |  |
| N.º              | Título        | Duración |  |
| 1.               | «La cuadrada» | 2:40     |  |

## Posicionamiento en listas
| Lista (2025)                                        | Mejor posición |
| --------------------------------------------------- | -------------- |
| Estados Unidos Latin Airplay (Billboard)            | 33             |
| Estados Unidos Regional Mexican Airplay (Billboard) | 15             |
| México (Monitor Latino)                             | 1              |
| México (Monitor Latino - Pop)                       | 2              |
| Bolivia (Monitor Latino - Popular)                  | 9              |
| Ecuador (Monitor Latino - Popular)                  | 13             |
| México (Monitor Latino - Popular)                   | 7              |
| Paraguay (Monitor Latino - Popular)                 | 7              |
| México (Los 40)                                     | 18             |
| Estados Unidos (Los 40)                             | 3              |

## Certificaciones
| País                                                                 | Organismo certificador | Certificación | Ventas  |
| -------------------------------------------------------------------- | ---------------------- | ------------- | ------- |
| México                                                               | AMPROFON               | Oro           | 70 000‡ |
| ‡ Cifras de ventas+streaming basadas únicamente en la certificación. |                        |               |         |

## Premios y nominaciones
| Premiación                         | Año  | Categoría            | Resultado | Ref.   |
| ---------------------------------- | ---- | -------------------- | --------- | ------ |
| World Film Festival in Cannes      | 2025 | Best Music Video     | Ganador   | [ 15 ] |
| New York International Film Awards | 2025 | Best Music Video     | Ganador   | [ 16 ] |
| Los Angeles Film Awards            | 2025 | Best Music Video     | Ganador   | [ 17 ] |
| LAMV Music Video Awards            | 2025 | Best Art Director    | Nominado  | [ 18 ] |
| LAMV Music Video Awards            | 2025 | Best Cinematographer | Nominado  | [ 18 ] |
| LAMV Music Video Awards            | 2025 | Best Music Video     | Nominado  | [ 18 ] |
| Beyond the Short Film Festival     | 2025 | Music Video Winner   | Ganador   | [ 19 ] |
| Berlin Indie Film Festival         | 2025 | Best Thriller        | Ganador   | [ 19 ] |